# 997 в Україні
997 в Україні — це перелік головних подій, що відбулись у 997 році на території сучасних українських земель. Також подано список відомих осіб, що народилися та померли в 997 році.

## Особи

### Народились
- Брячислав Ізяславич — князь полоцький (1001—1044). Представник роду Полоцьких Ізяславичів династії Рюриковичів. Син полоцького князя Ізяслава Володимировича від невідомої дружини. Онук великого князя київського Володимира Святославича і полоцької князівни Рогнеди. Батько полоцького князя Всеслава Чародія.